# Велико Головоде
Велико Головоде је насељено место града Крушевца у Расинском округу. Налази се на свега километар од последњих кућа града Крушевца и на око 6 километара од центра града. Према попису становништва из 2022. било је 780 становника. Име је добило по водокрчном земљишту које дуго задржава воду након падавина ('Гола вода'). У атару самог села, или у непосередној близини, налази се више цркава и црквених обележија (Цркве Светог Илије, Светог Марка, Светих Врачева, Покрова Пресвете Богородице).

## Географија
Велико Головоде се налази на 130 метара надморске висине, на координатама 43° 32′ 30" северне географске ширине и 21° 21′ 22" источне географске дужине.
Налази се у Крушевачкој котлини која обухвата композитну долину Западне Мораве и простире се између села Модрице, Кобиља и Мудраковца са којима се атар Великог Головода граничи. Кроз место пролази река Расина која је у овом делу свог тока позната као златоносна као и регионални пут R-223 Крушевац-Јастребац којим се може стићи до популарног одмаралишта Рибарске бање преко села Модрице, Дворана, Здравиња и Великог Шиљеговца. Такође, овим путем се долази до популарног Крушевачког излетишта планине Јастребац преко села Ломнице и Буци.
Још једно популарно одредиште до кога се може стићи преко Великог Головода је Манастир Наупара.
- Регионални пут R-223 при проласку кроз Головоде
- Река Расина у Головоду
- Детаљ из Головода, грађевинско предузеће "Техноградња Д. О. О."
- Детаљ из Головода, Јастребац у позадини
- Крушевачка котлина са Беле стене (Јастребац)
- Река Расина у Великом Головоду
- Река Расина поред Модрице, Мудраковца и Великог Головода

## Привреда
Велико Головоде има изузетно повољан положај (удаљеност од центра Крушевца 7 km; удаљеност од будућег аеродрома Росуље 2 km) и комплетну инфраструктуру, као и повољне цене пољопривредног и грађевинског земљишта па полако постаје јако занимљива дестинација за привреднике који се радије одлучују за отварање погона у Головоду него у Индустријској зони на Јасичком путу. У самом селу послује и има представништво више фирми различитих привредних делатности од којих су најуспешније:
- Техноградња Д.О.О. (грађевинска компанија)
- Марел Д.О.О. (проиводња електроенергетске опреме)
- Унитехна Д.О.О. (производња грађевинског и пољопривредног алата)
- Форест Фуд Д.О.О. (откуп, дорада, прерада и извоз воћа и печурака)

## Образовање
У Великом Головоду постоји основна школа, одељење основне школе "Јован Јовановић Змај" из Мудраковца и то прва четири основна разреда.

## Демографија
У насељу Велико Головоде живи 721 пунолетни становник, а просечна старост становништва износи 41,4 година (40,2 код мушкараца и 42,5 код жена). У насељу има 233 домаћинства, а просечан број чланова по домаћинству је 3,76.
Ово насеље је великим делом насељено Србима (према попису из 2002. године).
|  |

| Демографија | Демографија | Демографија |
| Година      | Становника  | Становника  |
| ----------- | ----------- | ----------- |
| 1948.       | 687         |             |
| 1953.       | 717         |             |
| 1961.       | 745         |             |
| 1971.       | 759         |             |
| 1981.       | 845         |             |
| 1991.       | 885         | 869         |
| 2002.       | 875         | 883         |
| 2011.       | 815         |             |
| 2022.       | 780         |             |

| Етнички састав према попису из 2002.‍ | Етнички састав према попису из 2002.‍ | Етнички састав према попису из 2002.‍ | Етнички састав према попису из 2002.‍ | Етнички састав према попису из 2002.‍ |
| ------------------------------------ | ------------------------------------ | ------------------------------------ | ------------------------------------ | ------------------------------------ |
|                                      |                                      |                                      |                                      |                                      |
| Срби                                 | Срби                                 |                                      | 870                                  | 99,42%                               |
| непознато                            | непознато                            |                                      | 5                                    | 0,57%                                |

| \| \| м \| \| \| ж \| \| ? \| 0 \| \| \| 2 \| \| 80+ \| 4 \| \| \| 7 \| \| 75—79 \| 11 \| \| \| 26 \| \| 70—74 \| 27 \| \| \| 34 \| \| 65—69 \| 24 \| \| \| 34 \| \| 60—64 \| 22 \| \| \| 23 \| \| 55—59 \| 13 \| \| \| 17 \| \| 50—54 \| 43 \| \| \| 28 \| \| 45—49 \| 50 \| \| \| 40 \| \| 40—44 \| 36 \| \| \| 40 \| \| 35—39 \| 25 \| \| \| 24 \| \| 30—34 \| 17 \| \| \| 20 \| \| 25—29 \| 38 \| \| \| 31 \| \| 20—24 \| 30 \| \| \| 25 \| \| 15—19 \| 28 \| \| \| 35 \| \| 10—14 \| 25 \| \| \| 17 \| \| 5—9 \| 24 \| \| \| 19 \| \| 0—4 \| 14 \| \| \| 22 \| \| Просек : \| 40,2 \| \| \| 42,5 \| |      |  |  |      |
| |      |  |  |      |
| | м    |  |  | ж    |
| ? | 0    |  |  | 2    |
| 80+ | 4    |  |  | 7    |
| 75—79 | 11   |  |  | 26   |
| 70—74 | 27   |  |  | 34   |
| 65—69 | 24   |  |  | 34   |
| 60—64 | 22   |  |  | 23   |
| 55—59 | 13   |  |  | 17   |
| 50—54 | 43   |  |  | 28   |
| 45—49 | 50   |  |  | 40   |
| 40—44 | 36   |  |  | 40   |
| 35—39 | 25   |  |  | 24   |
| 30—34 | 17   |  |  | 20   |
| 25—29 | 38   |  |  | 31   |
| 20—24 | 30   |  |  | 25   |
| 15—19 | 28   |  |  | 35   |
| 10—14 | 25   |  |  | 17   |
| 5—9 | 24   |  |  | 19   |
| 0—4 | 14   |  |  | 22   |
| Просек : | 40,2 |  |  | 42,5 |

| Година пописа     | 1948. | 1953. | 1961. | 1971. | 1981. | 1991. | 2002. |
| ----------------- | ----- | ----- | ----- | ----- | ----- | ----- | ----- |
| Број домаћинстава | 144   | 151   | 171   | 189   | 198   | 221   | 233   |

| Број чланова      | 1  | 2  | 3  | 4  | 5  | 6  | 7  | 8 | 9 | 10 и више | Просек |
| ----------------- | -- | -- | -- | -- | -- | -- | -- | - | - | --------- | ------ |
| Број домаћинстава | 20 | 55 | 37 | 38 | 38 | 28 | 13 | 3 | 1 | 0         | 3,76   |

| Пол    | Укупно | Неожењен/Неудата | Ожењен/Удата | Удовац/Удовица | Разведен/Разведена | Непознато |
| ------ | ------ | ---------------- | ------------ | -------------- | ------------------ | --------- |
| Мушки  | 368    | 93               | 249          | 19             | 7                  | 0         |
| Женски | 386    | 63               | 244          | 67             | 12                 | 0         |
| УКУПНО | 754    | 156              | 493          | 86             | 19                 | 0         |

| Пол    | Укупно                    | Пољопривреда, лов и шумарство | Рибарство                            | Вађење руде и камена | Прерађивачка индустрија       |
| ------ | ------------------------- | ----------------------------- | ------------------------------------ | -------------------- | ----------------------------- |
| Мушки  | 169                       | 7                             | 0                                    | 1                    | 73                            |
| Женски | 89                        | 6                             | 0                                    | 1                    | 35                            |
| Укупно | 258                       | 13                            | 0                                    | 2                    | 108                           |
|        |                           |                               |                                      |                      |                               |
| Пол    | Производња и снабдевање   | Грађевинарство                | Трговина                             | Хотели и ресторани   | Саобраћај, складиштење и везе |
| Мушки  | 12                        | 11                            | 18                                   | 1                    | 12                            |
| Женски | 3                         | 0                             | 12                                   | 4                    | 1                             |
| Укупно | 15                        | 11                            | 30                                   | 5                    | 13                            |
|        |                           |                               |                                      |                      |                               |
| Пол    | Финансијско посредовање   | Некретнине                    | Државна управа и одбрана             | Образовање           | Здравствени и социјални рад   |
| Мушки  | 1                         | 2                             | 6                                    | 0                    | 2                             |
| Женски | 2                         | 2                             | 2                                    | 5                    | 10                            |
| Укупно | 3                         | 4                             | 8                                    | 5                    | 12                            |
|        |                           |                               |                                      |                      |                               |
| Пол    | Остале услужне активности | Приватна домаћинства          | Екстериторијалне организације и тела | Непознато            | Непознато                     |
| Мушки  | 1                         | 0                             | 0                                    | 22                   | 22                            |
| Женски | 0                         | 0                             | 0                                    | 6                    | 6                             |
| Укупно | 1                         | 0                             | 0                                    | 28                   | 28                            |

## Галерија
- Копаоник из Великог Головода
- Планина Ртањ(Врх Шиљак 1565m)из Великог Головода
- Головоде, Мудраковац, Багдала и Расадник
- Планина Јатребац из Великог Головода
- Велико Головоде и Крушевац лети, Гоч у позадини
- Јастребачки масив из Великог Головода
- Зоналност вегетације са н.висином на Јастрепцу из Головода